# شوش موردة (تشيلو)
شوش موردة (بالفارسية: شش مرده) هي منطقة سكنية تقع في إيران في قسم تشيلو الريفي.